# Mark Andrews (politikus)
Mark Andrews (Cass megye, 1926. május 19. – Fargo, 2020. október 3.) az Amerikai Egyesült Államok szenátora (Észak-Dakota, 1981–1987).